# Еварісто Фрізоні
Еварісто Фрізоні (італ. Evaristo Frisoni, 1 жовтня 1907, Брешія — 19 грудня 1988, Брешія) — італійський футболіст, що грав на позиції півзахисника. По завершенні ігрової кар'єри — тренер.
Виступав за клуби «Брешія» та «Рома».

## Футбольна кар'єра
Народився 1 жовтня 1907 року в місті Брешія. Вихованець футбольної школи клубу «Брешія». Дорослу футбольну кар'єру розпочав 1925 року в основній команді того ж клубу, в якій провів дев'ять сезонів, взявши участь у 189 матчах чемпіонату. «Брешія» в той час стабільно виступала у вищому італійському сезоні, а потім у новоствореній Серії А. В 1932 році клуб вилетів у Серію В, але одразу повернувся. Не в останню чергу і завдяки Фрізоні, який у другому дивізіоні забив 12 голів.
Своєю грою привернув увагу представників тренерського штабу клубу «Рома», до складу якого приєднався 1934 року. В команді вже рік як виступав багаторічний партнер Фрізоні по «Брешії» Андреа Гадальді. У «Ромі» Еварісто мав змінити в лінії півзахисту одного з символів клубу — Аттіліо Ферраріса. Загалом, Фрізоні впорався з цим завданням, ставши на чотири роки твердим гравцем основи. В 1936 році з командою завоював срібні медалі чемпіонату Італії, а через рік у 1937 році зіграв у фіналі Кубка Італії, де його команда поступилась «Дженова 1893» з рахунком 0:1.
Також у складі «Роми» двічі виступав у Кубку Мітропи, престижному в той час турнірі для провідних клубів Центральної Європи. В 1935 році римляни у першому матчі 1/8 фіналу переграли «Ференцварош» з рахунком 3:1, але розгромно програли 0:8 у матчі-відповіді. Через рік у 1936 році «Рома» в 1/8 фіналу перемогла віденський «Рапід» (1:3, 5:1), а у 1/4 фіналу поступилась за сумою двох матчів празькій «Спарті» (0:3, 1:1).
В 1938 році повернувся в «Брешію», яка встигла до того часу вилетіти в Серію С. Фрізоні став граючим тренером клубу і одразу повернув у другий дивізіон. У Серії В команда закріпилась у верхній частині таблиці. Двічі клуб займав 5-те місце і одного разу третє. Заклав фундамент для подальшого прогресу команди, адже уже в перший ж рік після відходу Фрізоні «Брешія» завоювала право грати у Серії А, хоча й не одразу змогла там виступати, адже змагання було перерване у зв'язку подіями Другої світової війни.

## Статистика виступів

### Статистика клубних виступів
| Сезон   | Команда  | Чемпіонат | Чемпіонат | Чемпіонат |
| Сезон   | Команда  | Ліга      | Ігор      | Голів     |
| ------- | -------- | --------- | --------- | --------- |
| 1925–26 | «Брешія» | 1Д        | 18        | 0         |
| 1926–27 | «Брешія» | ЧІ        | 18        | 0         |
| 1927–28 | «Брешія» | ЧІ        | 12        | 2         |
| 1928–29 | «Брешія» | ЧІ        | 5         | 1         |
| 1929–30 | «Брешія» | A         | 24        | 6         |
| 1930–31 | «Брешія» | A         | 34        | 1         |
| 1931–32 | «Брешія» | A         | 33        | 4         |
| 1932–33 | «Брешія» | B         | 31        | 12        |
| 1933–34 | «Брешія» | A         | 14        | 3         |
| 1934–35 | «Рома»   | A         | 27        | 3         |
| 1935–36 | «Рома»   | A         | 28        | 0         |
| 1936–37 | «Рома»   | A         | 19        | 0         |
| 1937–38 | «Рома»   | A         | 29        | 1         |
| 1938–39 | «Брешія» | С         | 22        | 1         |
| 1939–40 | «Брешія» | В         | 8         | 1         |
| 1940–41 | «Брешія» | B         | 1         | 0         |

### Статистика виступів у Кубку Мітропи
| №                      | Розіграш               | Стадія                 | Дата та місце проведення | Команда 1              | Рахунок                                           | Команда 2      | Голи та інші дії |
| ---------------------- | ---------------------- | ---------------------- | ------------------------ | ---------------------- | ------------------------------------------------- | -------------- | ---------------- |
| 1                      | 1935                   | 1/8                    | 16.06.1935, Рим          | Рома                   | 3:1 [Архівовано 16 січня 2021 у Wayback Machine.] | Ференцварош    |                  |
| 2                      | 1935                   | 1/8                    | 22.06.1935, Будапешт     | Ференцварош            | 8:0 [Архівовано 21 січня 2021 у Wayback Machine.] | Рома           |                  |
| 3                      | 1936                   | 1/8                    | 28.06.1936, Рим          | Рома                   | 5:1 [Архівовано 21 січня 2021 у Wayback Machine.] | Рапід (Відень) |                  |
| 4                      | 1936                   | 1/4                    | 4.07.1936, Прага         | Спарта (Прага)         | 3:0 [Архівовано 22 січня 2021 у Wayback Machine.] | Рома           |                  |
| 5                      | 1936                   | 1/4                    | 12.07.1936, Рим          | Рома                   | 1:1 [Архівовано 22 січня 2021 у Wayback Machine.] | Спарта (Прага) |                  |
| Всього в Кубку Мітропи | Всього в Кубку Мітропи | Всього в Кубку Мітропи | Всього в Кубку Мітропи   | Всього в Кубку Мітропи | 5                                                 |                | 0                |

## Титули і досягнення
- Срібний призер Серії А (1):

«Рома»: 1935–1936
- Фіналіст Кубка Італії (1):

«Рома»: 1936–1937